# اشک‌ریزها
اشک‌ریزها (نام علمی: Lacrymaria) نام یک سرده از راسته قارچ‌های تیغک‌دار است.